# Edraianthus serpyllifolius
Edraianthus serpyllifolius manchmal Quendelblättrige Büschelglocke genannt, ist eine Pflanzenart aus der Gattung Edraianthus innerhalb der Familie der Glockenblumengewächse (Campanulaceae). Die Quendelblättrige Büschelglocke gedeiht in den Hochgebirgen der Südostdinariden. Als kältetoleranteste Art der Gattung Edraianthus besiedelt sie in ihrem Verbreitungsgebiet nur die höheren Gipfel oder schneereiche Mulden des Dinarischen Gebirges.

## Beschreibung

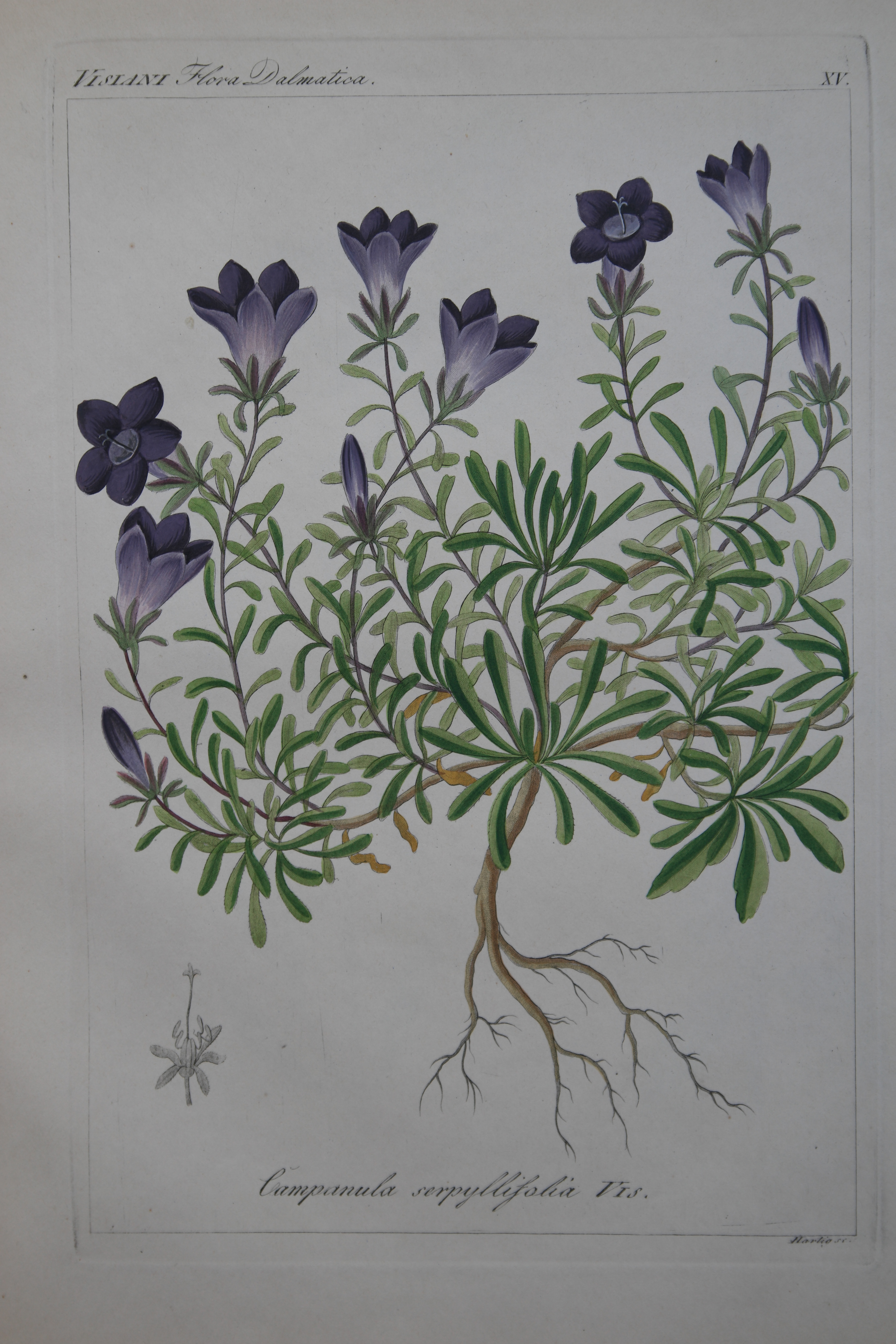
Lithographie aus Flora Dalmatica, Tafel XV

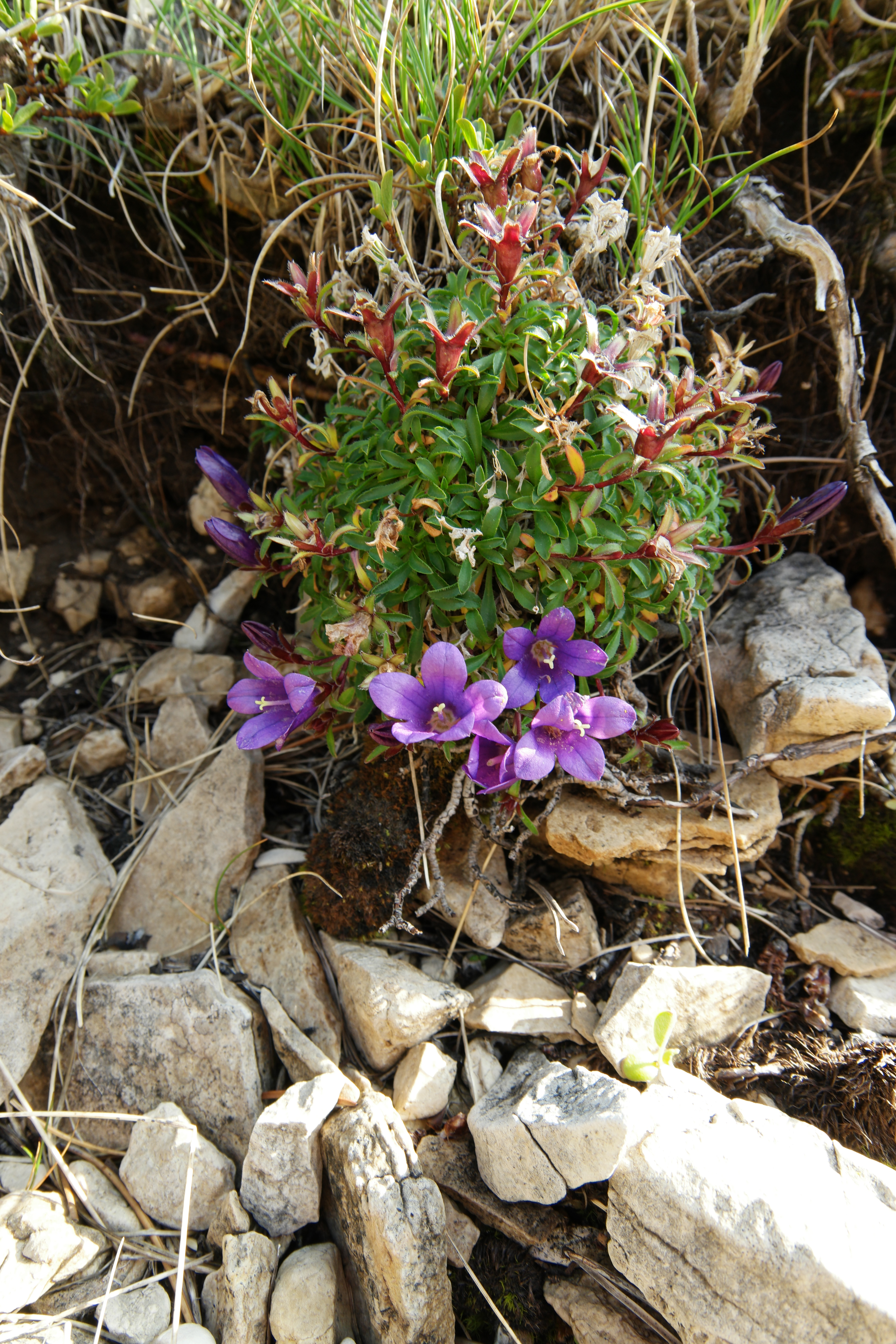
Habitus am Naturstandort am glazialen Reliktstandort Opuvani do am Nordhang der Velika Jastrebica in der Bijela gora im Orjen-Gebirge

### Vegetative Merkmale
Die Quendelblättrige Büschelglocke wächst als polsterbildende, ausdauernde krautige Pflanze und erreicht Wuchshöhen von 2 bis 5, selten bis zu 8 Zentimetern. Sie wächst entweder niederliegend oder aufrecht. Die oberirdischen Pflanzenteile sind kahl oder seltener behaart.
Die Laubblätter sind spatelförmig, etwas klebrig, glänzend und zumeist kahl oder seltener beidseitig etwas behaart, 10 bis 30, selten bis zu 45 Millimeter lang und 1,5 bis 3, selten bis zu 4 Millimeter breit. Der Blattrand ist gerade oder leicht gezähnt und etwas behaart.

### Generative Merkmale
Die wenig zahlreichen Hochblätter sind schmal länglich, an der Basis verbreitert und mit einer stumpfen Spitze. Sie sind grün und an der Basis purpurn überhaucht. Die unteren Blätter sind gestielt die oberen +/- sitzend.
Die zwittrigen Blüten sind zygomorph und fünfzählig mit doppelter Blütenhülle. Der Kelch ist 5 bis 10 Millimeter lang, purpurrot oder gelblich und kahl. Die Kelchzähne sind an der Spitze bewimpert. Die Blütenkrone ist glockenförmig, dunkelviolett, selten weiß, kahl oder an den Nerven leicht behaart und 15 bis 20, selten bis zu 30 Millimeter lang.
Die Kapselfrucht öffnet sich am oberen Ende mit einem unregelmäßig geformtem Deckel, der abfällt. Die hellbraunen, glatten Samen sind abgeflacht und bei einer Länge von 1,2 bis 1,4 Millimetern sowie einer Breite von etwa 1 Millimetern eiförmig oder breit-elliptisch.

## Ähnliche Arten

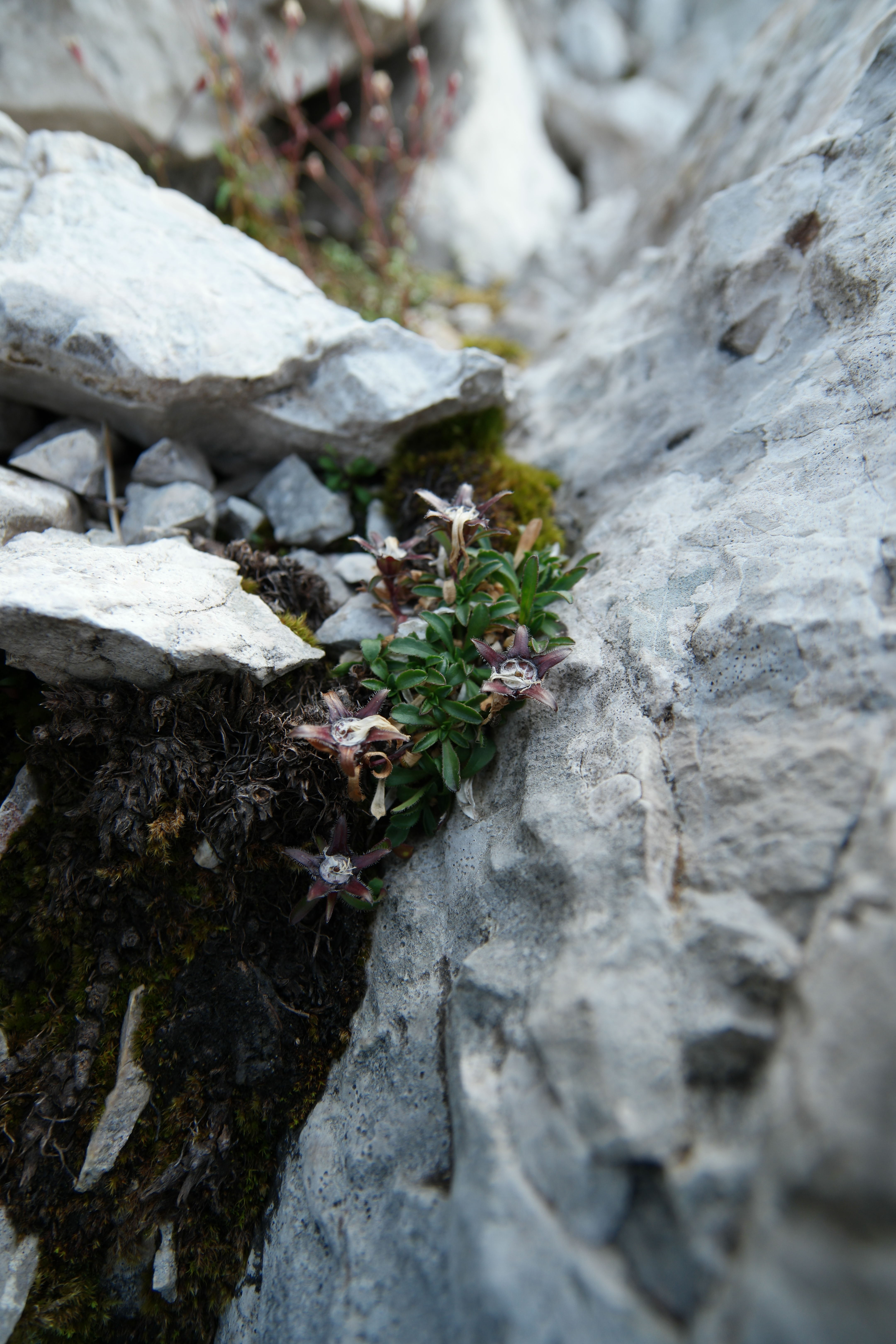
Mit drei ähnlichen Arten besiedelt Edraianthus serpyllifoliius periglaziale Schutthalden. Am selben Standort wie hier am glazialen Reliktstandort Opuvani do an der Velika Jastrebica siedelt sich wie im Hintergrund angedeutet Heliosperma pusillum subsp. monachorum an.

Aufgrund der einzelnen und nicht in Knäueln angeordneten Blüten, der auffällig bewimperten Kelchzähne sowie der spatelförmigen Laubblätter ist die Art Edraianthus serpyllifoliius leicht von den oft im selben Lebensraum vorkommenden Edraianthus graminifolius agg. (Edraianthus graminifolius, Edraianthus tenuifolius, Edraianthus dalmaticus, Edraianthus serbicus) mit dicht zu einem Knäuel gedrängten Blüten und den linealischen Laubblättern zu unterscheiden. Von Arten mit Einzelblüten aus der Artengruppe Edraianthus pumilio agg. (Edraianthus pumilio, Edraianthus wettsteinii, Edraianthus dinaricus) unterscheidet sich Edraianthus serpyllifoliius durch die kahlen Blüten und Laubblätter wie ebenfalls die nur bei dieser vorhandenen spatelförmigen Laubblätter und bewimperten Kelchzähne.
Drei Arten sind im unmittelbaren Verwandtschaftskreis zu Edraianthus serpyllifolius zu stellen: Edraianthus pilosulus (Beck) Surina & D.Lakušić (Syn.: Edraianthus serpyllifolius f. pilosulus Beck), Edraianthus sutjeskae Lakušić ex Surina & D.Lakušić aus der Umgebung des Sutjeska-Canyons in der Maglić-Volujak-Zelengora Gebirgsregion und Edraianthus pulevicii Surina & D.Lakušić endemisch im Durmitor-Gebirge. Während Edraianthus pilosulus als an den Laubblättern behaarte Unterart aus dem Komovi-Gebirge bereits 1893 durch Günther Beck von Mannagetta und Lerchenau beschrieben wurde, so sind die beiden anderen Arten erst relativ spät in den Rang von eigenen Arten erhoben worden. Die Arten sind insbesondere durch die Behaarung auf der Oberseite der Blätter und der Form der Bewimperung am Blattrand untereinander unterschieden. Die ungewöhnliche Konzentration von Endemiten auf eng begrenzte Hochgebirgsregionen des Edraianthus serpyllifolius-Komplexes in nächst benachbarten Hochgebirgen wird mit der Hochgebirgs-Insel-Isolation und Kryptospeziation erklärt. Trotz der morphologischen Ähnlichkeit der Gruppe ist deren genetische Distinktion durch genetische Diversität gekennzeichnet. Dabei spielte die vertikale Mobilität während der Eiszeiten bei der spezialisierten Hochgebirgsart eine bedeutende Rolle. Phylogeographisch haben sich die kleinen Population von Edrainthus serpyllifolius dadurch während der Eiszeiten durch genetische Drift zu neuen Arten weiterentwickelt. Dabei erfolgte die phylogeographische Trennung innerhalb des Serpyllifolius-Komplexes schon im späten Pliozän und hat sich über zahlreiche Eiszeitzyklen erhalten. Als Rückschluss kann daraus abgeleitet werden, dass sich die eiszeitlichen Refugien nur vertikal von den heutigen Standorten unterschieden.

## Vorkommen

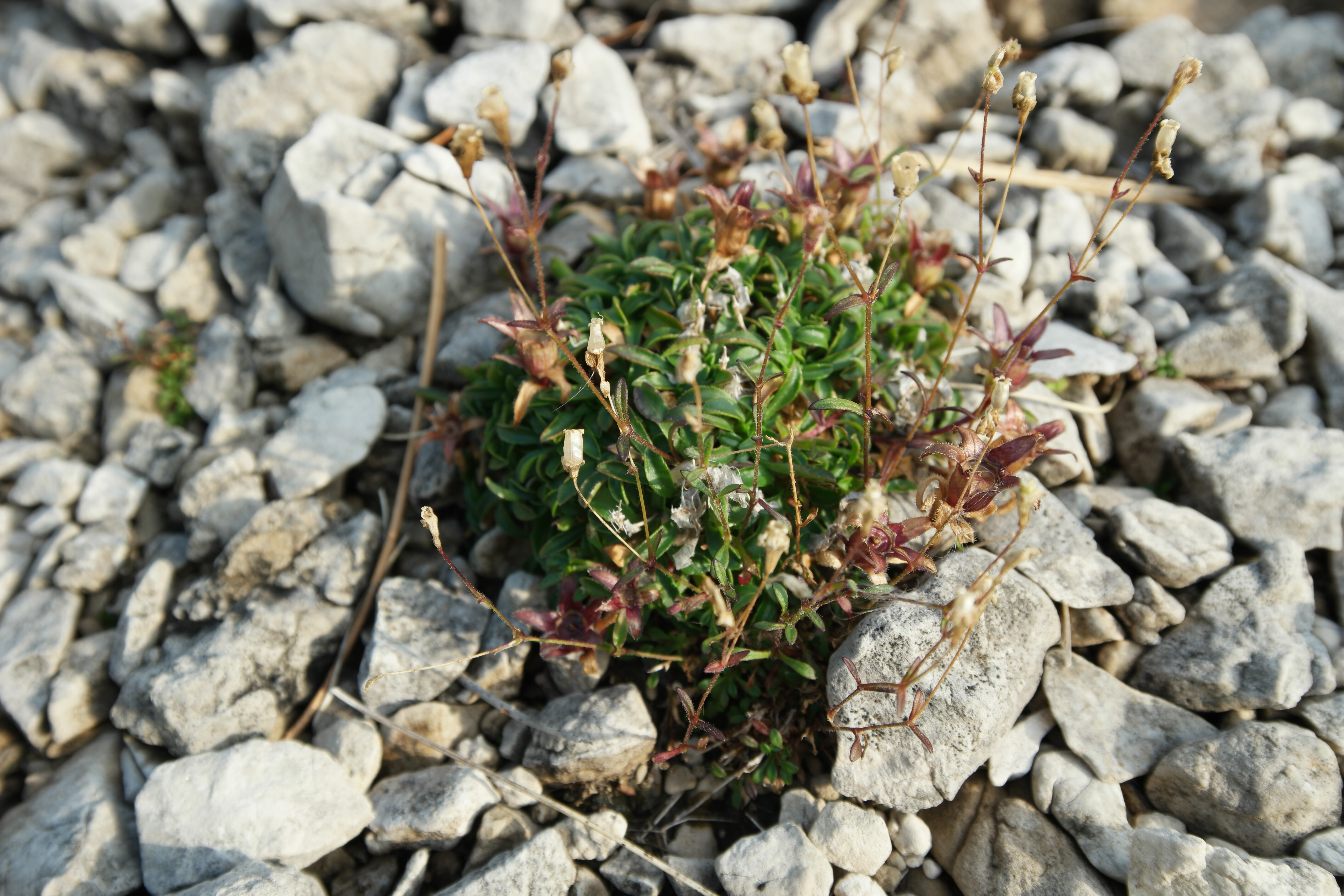
Edraianthus serpyllifolius und Heliosperma pusillum subsp. monachorum (im Vordergrund) auf einer periglazialen Blockhalde (Frostschuttboden). Die Quendelblättrige Büschelglocke ist wie der am selben Standort wachsende Kleine Strahlensame ein Chasmophyt nordseitiger kühl-feuchter Expositionen. Blockhalde in einem Schneetälchen im Opuvani do, Bijela gora

Die Quendelblättrige Büschelglocke ist in Kroatien (nur auf dem höchsten Gipfel im Biokovo-Gebirge), der Herzegowina, Montenegro und Nord-Albanien in den Hochlagen der Karstgebirge verbreitet.
Die Quendelblättrige Büschelglocke ist eine ausgesprochen kalkholde Art, die um Schneetälchen und halbaktive Schutthalden sowie in feinerdereichen Standorten der Frostschutt-Vegetation bis zu den Gipfeln der Hochdinariden gefunden wird. Sie ist ein Bestandteil der pflanzensoziologischen Ordnung Arabidetalia flavescentis und der Verbände Seslerion juncifoliae und Oxytropidion dinaricae. Daneben findet sie sich auf felsreichen Standorten der Ordnung Amphoricarpetalia. Die Böden stellen überwiegend Kalksyroseme sowie organogene und organomineralische Rendzinen, die überwiegend basisch, neutral oder leicht sauer sind und hohe Humusanteile haben.

## Ökologie
Allgemein ist die Quendelblättrige Büschelglocke ein Chasmophyt und Kalkfelsenart, für die in der Regel in Oro-Mediterranen Klimaten eine Anpassung als Xerophyt kennzeichnend ist. Mit anderen Chasmophyten wie dem Kleinen Strahlensamen (Heliosperma pusillum) oder der Dinarischen Akelei ist die Quendelblättrige Büschelglocke jedoch ausschließlich an nordseitige Expositionen und damit mikroklimatisch feuchtere Lagen gebunden. Sie hat auch mit Ausnahme des verholzenden tief reichenden Rhizoms und der gedrungen polsterförmigen Wuchsform keine auffälligen Anpassungen der vegetativen Organe an xerophytische Lebensbedingungen entwickelt. So ist die anatomische Charakteristik der Blätter der Quendelblättrigen Büschelglocke im Vergleich zu der im selben Lebensraum vorkommenden Büschelglocken-Art Edraianthus graminifolius durch stetig vorkommende Interzellularen im Mesophyll (diese fehlen praktisch bei Edraianthus graminifolius) und im halb so dicken Blattquerschnitt und der Mesophylldicke gekennzeichnet (328–484 µm zu 217–233 µm – Dicke der Blätter und 310–420 µm zu 135–167 µm – Dicke des Mesophyllse). Dabei sind die Zellen der oberen Epidermis der Quendelblättrigen Büschelglocke vergleichsweise aber sehr groß. Während bei Edraianthus graminifolius auch die Blattunterseite ein dichtes Palisadenparenchym besitzt, werden die Blätter der Quendelblättrigen Büschelglocke unterseits nur durch ein Schwammparenchym aufgebaut. Dennoch hat auch die Quendelblättrige Büschelglocke ebenfalls eine auf der Blattoberseite gebildete Cuticula, die beispielsweise bei der am selben Standort auftretenden Dinarischen-Akelei nicht vorkommt. Branka Stevanović und Vladimir Stevanović stuften die Quendelblättrige Büschelglocke in einer morphologisch-anatomischen Untersuchung von vierzehn Felsspaltenpflanzen (Chasmophyten) der subalpinen Höhenstufe im subadriatischen Orjen aufgrund dieser Charakteristiken daher in die Chasmophyten-Gruppe mit stärker mesomorph ausgeprägten Merkmalen, die als Anpassungen an nordseitige Expositionen sowie das Auftreten um mikroklimatisch feuchtere Standorte (u. a. Schneetälchen) aufzufassen sind.
Über die pedologischen- und klimatologischen Ansprüche der Art Edraianthus serpyllifolius im Verband Elyno-Edraianthetum serpyllifolium Lkšić. liegen Untersuchungen von Radomir Lakušić vom etwa 2225 Meter hohem Kamm im Volujak-Gebirge (Bosnien und Herzegowina) vor: so wurden am 22.–24. August Lufttemperaturminma von -1 °C und -maxima von 26 °C über der Erdbodenoberfläche sowie Bodentemperaturen der auf Kalksteinen entwickelten Kalksteinbraunlehme oder 'Buavica' (Chromic luvic Cambisols) in 5 Zentimeter Tiefe von 2,2 °C bis 20 °C und in 10 Zentimeter Tiefe zwischen 4,2 °C und 11,8 °C beobachtet. Bei den Untersuchungen waren die Buavicen zudem durch hohe relative Feuchtigkeit geprägt und zeigten 80–100 % Wassergehalt.

## Pflanzensoziologie
Edraianthus serpyllifolius ist namengebende und Charakter-Art der zwei Assoziationen Edraiantho-Dryadetum Lkšić. und Elyno-Edraianthetum serpyllifolii Lkšić. innerhalb des pflanzensoziologischen Verbandes der dinarischen Kalkmagerrasen Oxytropidion dinaricae. Erstere Assoziation wurde von nordexponierten Hängen des Komovi in Höhenlagen von 1900 bis 2400 Metern in Vergesellschaftung mit Weißen Silberwurz (Dryas octopetala) und der Stumpfblättrigen Weide (Salix retusa) sowie dem Enzian Gentianella crispata, letzterer mit dem Nacktried (Kobresia myosuroides = Elyna myosuroides) und dem Dinarischen Spitzkiel (Oxytropis dinarica) von nordexponierten Hängen oberhalb von 2100 Meter aus dem Durmitor beschrieben.

## Taxonomie
Die Erstbeschreibung erfolgte 1829 unter dem Namen (Basionym) Campanula serpyllifolia  durch Robert Visiani in Flora; oder, (allgemeine) botanische Zeitung. Regensburg, Jena, Band 12 (1, Ergänzungsbl.), Seite 6. Das Typusmaterial stammt von Pflanzenexemplaren aus dem Biokovo-Gebirge. Die Neukombination zu Edraianthus serpyllifolius A.DC. wurde 1839 durch Alphonse Pyrame de Candolle in Prodromus Systematis Naturalis Regni Vegetabilis, Band 7, Seite 449 veröffentlicht. Das Artepitheton serpyllifolia (zu lat. "serpyllifolius") bezieht sich auf die Ähnlichkeit zu den Laubblättern von Thymus serpyllum (Sand-Thymian) und hat nichts mit dessen kriechenden Habitus (lat. serpentes für Schlange) zu tun.
Nach Saša Stefanović 2008 gibt es keine Subtaxa mehr bei der Art Edraianthus serpyllifolius.

## Nutzung
Die Quendelblättrige Büschelglocke ist durch den kompakten Wuchs und die dadurch besonders auffälligen Blüten die meist als Zierpflanze verwendete Art ihrer Gattung. Sie eignet sich insbesondere für den Steingarten.